# Greg Romero
Greg Romero (ur. 27 lutego 1974) – amerykański kolarz BMX, srebrny medalista mistrzostw świata. 

## Kariera
Największy sukces w karierze Greg Romero osiągnął w 1997 roku, kiedy zdobył srebrny medal w kategorii elite podczas mistrzostw świata BMX w Saskatoon. W zawodach tych wyprzedził go jedynie jego rodak John Purse, a trzecie miejsce zajął kolejny zawodnik z USA - Matt Hadan. Był to jednak jedyny medal wywalczony przez Romero na mistrzostwach świata. Wystartował także na rozgrywanych pięć lat później mistrzostwach świata w Paulinii w tej samej konkurencji zajął siódmą pozycję. 